# Niederösterreichischen-Cup 1914-1915
La Niederösterreichischen-Cup 1914-1915 è stata la 1ª edizione della coppa di calcio della Bassa Austria. Pensata come competizione nazionale, organizzata per sostituire il campionato interrotto per lo scoppio della prima guerra mondiale, non viene considerata ufficiale dalla Federazione.
Vide la vittoria del Floridsdorfer AC, che sconfisse in finale l'Admira Vienna.

## Risultati

### Primo turno
Risultati conosciuti:
| Squadra 1      | Risultato | Squadra 2     |
| -------------- | --------- | ------------- |
| Wiener Amateur | 0 - 3     | Admira Vienna |
| Wacker         | 6 - 0     | Simmering     |
| Wiener AF      | 8 - 0     | Slovan Vienna |

Ammesse direttamente alle semifinali:  Wiener SC,  Rudolfshügel,  Hertha Vienna,  Floridsdorfer,  Germania Schwechat

### Quarti di finale
Risultati conosciuti:
| Squadra 1     | Risultato | Squadra 2 |
| ------------- | --------- | --------- |
| Floridsdorfer | 5 - 2     | Wiener SC |

### Semifinali
| Squadra 1     | Risultato | Squadra 2     |
| ------------- | --------- | ------------- |
| Floridsdorfer | 2 - 0     | Wacker        |
| Rudolfshügel  | 1 - 2     | Admira Vienna |

### Finale
| Squadra 1     | Risultato | Squadra 2     |
| ------------- | --------- | ------------- |
| Floridsdorfer | 3 - 1     | Admira Vienna |